# Những lá thư từ Iwo Jima
Những lá thư từ Iwo Jima (硫黄島からの手紙 Iōjima Kara no Tegami) là một bộ phim chiến tranh tiếng Nhật năm 2006 của Mỹ do Clint Eastwood đạo diễn và đồng sản xuất, với sự tham gia diễn xuất của Ken Watanabe và Kazunari Nimomiya. Những lá thư từ Iwo Jima miêu tả Trận Iwo Jima dưới góc nhìn của những người lính Nhật Bản và là phần phim song hành với Ngọn cờ cha ông cũng của Eastwood, miêu tả Trận Iwo Jima nhưng là dưới góc nhìn của người Mỹ; hai phần phim được quay liên tiếp nhau. Ngôn ngữ trong bộ phim hầu như là tiếng Nhật, mặc dù được sản xuất bởi ba công ty Mỹ DreamWorks Pictures, Malpaso Productions và Amblin Entertainment. Sau khi Ngọn cờ cha ông thất thu phòng vé, Paramount Pictures đã bán bản quyền phân phối Những lá thư từ Iwo Jima tại Mỹ cho Warner Bros. Pictures.
Những lá thư từ Iwo Jima được phát hành ở Nhật Bản vào ngày 9 tháng 12 năm 2006, phát hành giới hạn ở Hoa Kỳ vào ngày 20 tháng 12 năm 2006 để đủ điều kiện xét Giải thưởng Viện Hàn lâm lần thứ 79; bộ phim nhận bốn đề cử, bao gồm Phim hay nhất và chiến thắng đề cử Biên tập âm thanh xuất sắc nhất. Sau đó, Những lá thư từ Iwo Jima phát hành rộng rãi hơn ở Hoa Kỳ vào ngày 12 tháng 1 năm 2007 và phát hành hầu khắp các bang vào ngày 19 tháng 1 năm 2007. Một phiên bản lồng tiếng Anh của bộ phim được công chiếu vào ngày 7 tháng 4 năm 2008. Khi phát hành, Những lá thư từ Iwo Jima đã nhận được sự hoanh nghênh nhiệt liệt từ giới phê bình. Mặc dù có doanh số phòng vé chỉ nhỉnh hơn một chút so với Ngọn cờ cha ông, Những lá thư từ Iwo Jima thành công hơn nhiều với mức kinh phí làm phim.

## Nội dung

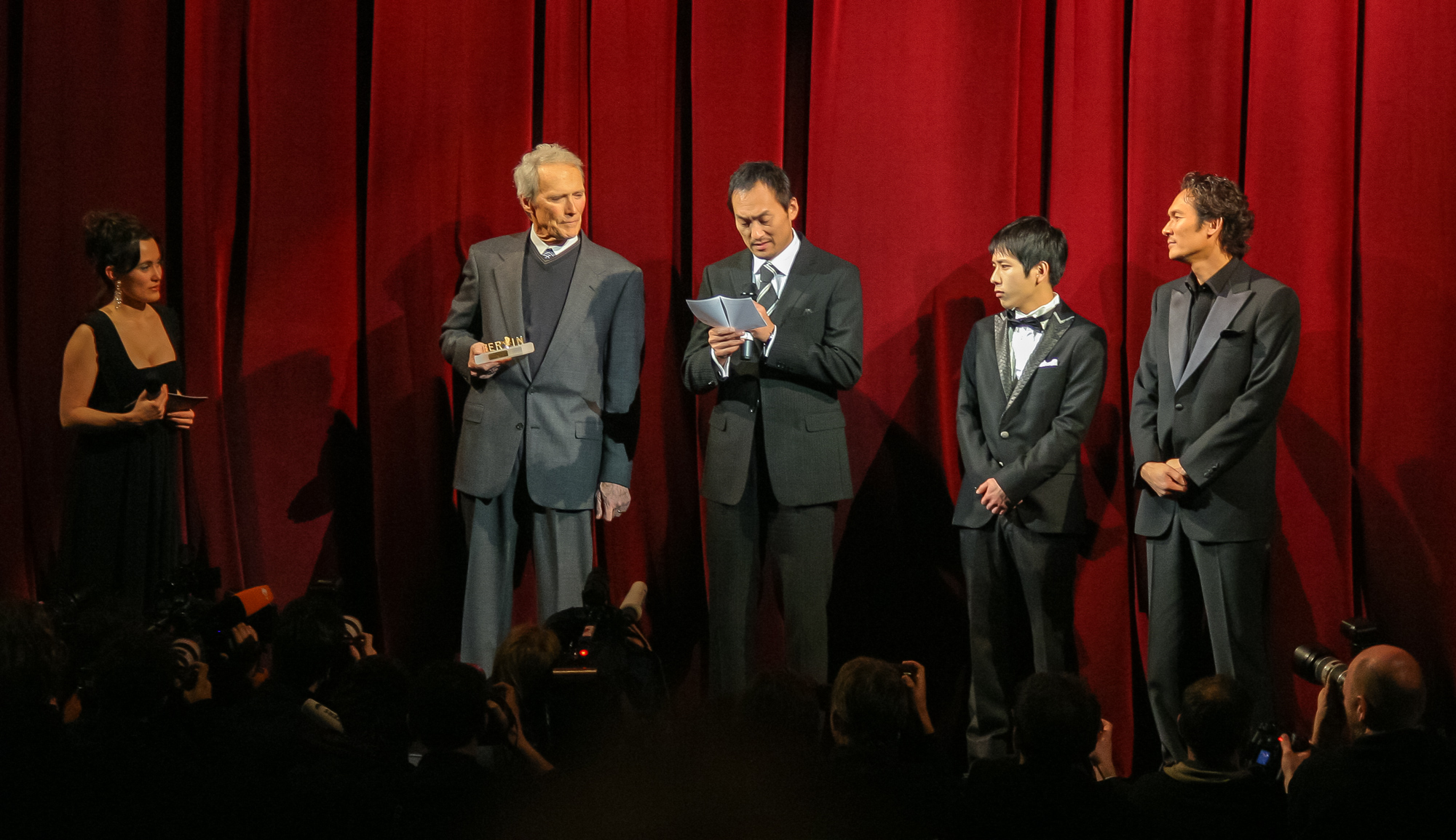
Clint Eastwood, Ken Watanabe, Kazunari Ninomiya và Tsuyoshi Ihara sau buổi công chiếu tại Liên hoan phim quốc tế Berlin 2007

Năm 2005, một nhóm nhà khảo cổ Nhật Bản khám phá hệ thống địa đạo trên đảo Iwo Jima, nơi họ khai quật được một chiếc túi vải bí ẩn.
Bối cảnh phim quay ngược trở lại Iwo Jima năm 1944, Binh nhất Saigo, một thợ làm bánh vừa nhập ngũ, luôn đau đáu nhớ vợ và con gái, đang cùng cả trung đội đào hào trên bãi biển khi Trung tướng Tadamichi Kuribayashi đến nhận quyền chỉ huy đồn trú. Kuribayashi cứu Saigo khỏi trận đòn roi của Đại úy Taiga vì tội "không yêu nước", và ra lệnh cho quân đồn trú đào địa đạo phòng thủ trên khắp hòn đảo.
Kuribayashi và Trung tá Takeichi Nishi, cựu vận động viên cưỡi ngựa từng đoạt huy chương vàng Olympic nổi tiếng, xích mích với một số sĩ quan khác, những người không đồng tình với chiến thuật phòng ngự chiều sâu của Kuribayashi. Tướng Kuribayash biết Hải quân Đế quốc Nhật Bản sẽ không thể gửi tiếp viện tới hòn đảo nên tin chắc rằng hệ thống địa đạo và các tuyến phòng thủ trên núi là phương án phòng ngự hiệu quả hơn cả. Nhiều lính Nhật chết vì kiết lỵ do chế độ dinh dưỡng nghèo nàn và điều kiện vệ sinh không đảm bảo. Binh nhì Shimizu được cử đến hòn đảo, Saigo nghi ngờ anh này là gián điệp từ Hiến binh đội được cử đến để báo cáo về những người lính không trung thành.
Ngay sau đó, máy bay và tàu chiến Mỹ bắn phá hòn đảo. Vài ngày sau, Thủy quân lục chiến Hoa Kỳ đổ bộ Iwo Jima và chịu thương vong nặng nề, nhưng vẫn vượt được lớp phòng thủ bãi biển và tấn công núi Suribachi. Trong khi chuyển yêu cầu lấy thêm súng máy từ Đại úy Tanida, Saigo nghe lén được mệnh lệnh rút lui giữ mạng của Kuribayashi. Tuy nhiên, Tanida phớt lờ mệnh lệnh cấp trên và ép cả trung đội tự sát tập thể. Saigo chạy trốn cùng Shimizu, thuyết phục anh tiếp tục sống và chiến đấu.
Lính Nhật sống sót trên núi Suribachi gắng chạy thoát thân, nhưng hầu hết bị Thủy quân lục chiến quét sạch, chỉ trừ Saigo và Shimizu. Cả hai đến được khu vực an toàn nhưng lại bị Trung úy Ito buộc tội hèn nhát, đòi chặt đầu. Kuribayashi lại một lần nữa cứu Saigo trong gang tấc khi đến và xác nhận lệnh rút lui với Ito. Kháng lệnh Kuribayashi, Ito dẫn đầu một cuộc phản công vô vọng, khiến nhiều binh sĩ bỏ mạng. Trung tá Nishi khiển trách Ito vì không chịu phối hợp; đáp lại, Ito ôm mìn bỏ đi, quyết tìm diệt bằng được xe tăng Mỹ. Shimuzu kể cho Saigo nghe chuyện anh bị đuổi khỏi Hiến binh đội chỉ vì không dám giết một con chó. Trong cuộc đột kích ngay sau đó của lính Mỹ, Nishi mù mắt vì mảnh đạn, ra lệnh cho người của mình rút lui rồi đặt súng lên đầu tự sát.
Saigo và Shimizu tìm cách đầu hàng; chỉ mình Shimizu trốn thoát thành công và rơi vào tay một nhóm Thủy quân lục chiến đang tuần tra nhưng rồi cũng bị bắn chết. Saigo và những đồng đội còn lại chạy tới vị trí của Kuribayashi. Anh kết bạn với Kuribayashi lúc này đang lên kế hoạch cho cuộc phản công cuối cùng khi nhu yếu phẩm đã cạn kiệt. Kuribayashi ra lệnh cho Saigo ở lại và tiêu hủy mọi tài liệu quan trọng, cứu anh lính trẻ lần thứ ba.
Đêm đó, Kuribayashi lãnh đạo một cuộc tấn công banzai cảm tử. Hầu hết người của Kuribayashi đều tử trận, ông thì bị thương nặng và được phụ tá trung thành Fujita kéo khỏi trận địa. Trong khi đó, Ito đã từ bỏ nhiệm vụ tự sát từ lâu và bị Thủy quân lục chiến bắt giữ. Sáng hôm sau, Kuribayashi ra lệnh cho Fujita chặt đầu mình bằng thanh Guntō, nhưng một tay lính bắn tỉa Mỹ đã kịp bắn chết Fujita trước khi ông này ra tay. Saigo chôn một túi vải đựng toàn thư xuống đất trước khi rời căn hầm chỉ huy. Anh gặp Kuribayashi đang thoi thóp. Kuribayashi nhờ Saigo chôn cất mình trước khi tự tử bằng khẩu M1911 được tặng khi còn theo học ở Mỹ.
Sau đó, một trung đội Thủy quân lục chiến tìm thấy xác Fujita. Saigo xuất hiện rồi tấn công lính Mỹ khi thấy một viên trung úy lấy khẩu súng lục của Kuribayashi. Nhóm lính Mỹ áp chế Saigo và đưa anh đến bãi biển để dưỡng thương. Thức dậy trên cáng, Saigo nhìn thoáng cảnh mặt trời lặn và mỉm cười.
Quay trở lại năm 2005, nhóm nhà khảo cổ phát hiện ra túi thư mà Saigo đã chôn giấu. Khi những lá thư tràn khỏi miệng túi, giọng nói của những người lính Nhật chợt vang lên.

## Diễn viên
| Diễn viên         | Vai diễn                                                     |
| ----------------- | ------------------------------------------------------------ |
| Ken Watanabe      | Tướng Tadamichi Kuribayashi                                  |
| Kazunari Ninomiya | Binh nhất Saigo                                              |
| Tsuyoshi Ihara    | Trung tá Takeichi Nishi                                      |
| Ryō Kase          | Binh nhì Shimizu                                             |
| Shidō Nakamura    | Trung úy Ito                                                 |
| Hiroshi Watanabe  | Trung úy Fujita                                              |
| Takumi Bando      | Đại tá Tanida                                                |
| Yuki Matsuzaki    | Binh nhất Nozaki                                             |
| Takashi Yamaguchi | Binh nhất Kashiwara                                          |
| Eijiro Ozaki      | Trung úy Okubo                                               |
| Alan Sato         | Trung sĩ Ondo                                                |
| Nae Yuuki         | Hanako, vợ Saigo (trong một đoạn hồi tưởng)                  |
| Nobumasa Sakagami | Đô đốc Ohsugi                                                |
| Masashi Nagadoi   | Đô đốc Ichimaru                                              |
| Akiko Shima       | Người phụ nữ đi vận động nhập ngũ (trong một đoạn hồi tưởng) |
| Luke Eberl        | Sam, một Thủy quân lục chiến bị thương (tên Lucas Elliot)    |
| Jeremy Glazer     | Trung úy Thủy quân lục chiến Hoa Kỳ                          |
| Ikuma Ando        | Ozawa                                                        |
| Mark Moses        | Sĩ quan người Mỹ (trong một đoạn hồi tưởng)                  |
| Roxanne Hart      | Vợ của sĩ quan người Mỹ                                      |
| Nori Bunasawa     | Nhà báo Nhật Bản                                             |

## Sản xuất
Mặc dù lấy bối cảnh Nhật Bản, Những lá thư từ Iwo Jima quay chủ yếu ở Barstow và Bakersfield, California. Trừ Ken Watanabe, tất cả diễn viên Nhật Bản đều được chọn thông qua các buổi thử vai. Quá trình quay phim ở California bắt đầu vào ngày 8 tháng 4, dàn diễn viên cùng đoàn làm phim quay lại trường quay ở Los Angeles để quay thêm vài cảnh.
Một số cảnh có Ken Watanabe được quay trực tiếp trên đảo Iwo Jima. Những địa điểm trên đảo Iwo Jima được lên hình bao gồm bãi biển, thị trấn và núi Suribachi. Vì đoàn làm phim chỉ được phép quay vài cảnh nhỏ trên đảo Iwo Jima nên hầu hết cảnh chiến đấu đều quay ở Reykjavik, Iceland. Ngoài hai tháng ở Los Angeles, quá trình quay phim trải rộng khắp Hoa Kỳ, ở Virginia, Chicago và Houston.
Các nhà làm phim đã phải xin phép Chính quyền Thủ đô Tokyo để quay phim trên đảo Iwo Jima, khi hơn 10.000 lính Nhật mất tích vẫn đang nằm tại đây. Lực lượng Phòng vệ biển Nhật Bản vận hành một căn cứ không hải quân trên đảo Iwo Jima, được Hải quân Hoa Kỳ sử dụng cho một vài hoạt động như thực hành đổ bộ tàu sân bay vào ban đêm. Chỉ trừ những người tham dự lễ tưởng niệm liệt sĩ, dân thường không được đặt chân lên đảo Iwo Jima.
Thiết giáp hạm USS Texas (BB-35), xuất hiện trong các cảnh quay hạm đội cận cảnh (trong cả hai phần phim), thực sự đã tham gia Trận Iwo Jima trong năm ngày. Nhân vật duy nhất xuất hiện trong cả Ngọn cờ cha ông và Những lá thư từ Iwo Jima là Charles W. Lindberg, do Alessandro Mastrobuono thủ vai.

## Phản hồi

### Phê bình

#### Tại Hoa Kỳ
Những lá thư từ Iwo Jima được giới phê bình đánh giá cao, gây chú ý vì miêu tả được cái thiện và cái ác ở cả hai bờ chiến tuyến. Các nhà phê bình dành nhiều lời khen cho phần biên kịch, chỉ đạo, quay phim và diễn xuất. Trên trang web tổng hợp Rotten Tomatoes, Những lá thư từ Iwo Jima nhận đánh giá tích cực 91%, điểm đánh giá trung bình 8,20/10 và chứng nhận "tươi". Trang này ca ngợi bộ phim là "Một bức chân dung mang tính nhân văn mạnh mẽ về hiểm họa chiến tranh, tác phẩm song hành với Ngọn cờ cha ông đầy sức thuyết phục và kích thích tư duy, thể hiện sự trưởng thành của Clint Eastwood trong vai trò đạo diễn." Metacritic cho bộ phim điểm 89 dựa trên 37 bài đánh giá, xếp vào dạng "hoan nghênh rộng rãi". Lisa Schwarzbaum của Entertainment Weekly, Kenneth Turan của Los Angeles Times và Richard Schickel của Time cùng nhiều nhà phê bình khác cho rằng Những lá thư từ Iwo Jima là phim hay nhất năm. Peter Travers của Rolling Stone và Michael Phillips của Chicago Tribune đều chấm bộ phim bốn sao, Todd McCarthy của Variety khen ngợi bộ phim, gán cho nó điểm xếp hạng 'A' hiếm hoi.
Ngày 6 tháng 12 năm 2006, Ủy ban Quốc gia về Phê bình điện ảnh vinh danh Những lá thư từ Iwo Jima là Phim hay nhất năm 2006. Ngày 10 tháng 12 năm 2006, Những lá thư từ Iwo Jima giành giải Phim hay nhất năm 2006 do Hiệp hội phê bình phim Los Angeles trao, Clint Eastwood về nhì khi tranh giải Đạo diễn xuất sắc nhất. Viện phim Mỹ xếp Những lá thư từ Iwo Jima vào Danh sách 10 bộ phim hay nhất năm 2006. Ngày 15 tháng 1, tại Giải Quả cầu vàng, Những lá thư từ Iwo Jima giành giải Phim nói tiếng nước ngoài hay nhất trong khi Clint Eastwood nhận đề cử Đạo diễn xuất sắc nhất.
Tom Charity của CNN trong bài đánh giá đã khen Những lá thư từ Iwo Jima là "bộ phim Mỹ duy nhất trong năm mà tôi sẽ không ngần ngại gọi là kiệt tác." Ngày 31 tháng 12 năm 2006, trong phần phát sóng "Phim hay nhất năm 2006" của chương trình truyền hình Ebert & Roeper, Richard Roeper và nhà phê bình khách mời A. O. Scott lần lượt xếp Những lá thư từ Iwo Jima là phim hay nhất năm và phim hay thứ ba năm, cho rằng bộ phim "gần như hoàn mỹ". Roger Ebert ưu ái chấm phim điểm tuyệt đối (4 điểm). James Berardinelli chấm phim 3 trên 4 sao, kết luận rằng cả 'Những lá thư' và 'Ngọn cờ' đều không hoàn hảo nhưng lại rất thú vị, riêng Những lá thư từ Iwo Jima thì tập trung, mạnh mẽ và đơn giản hơn so với tác phẩm song hành.
Ngày 23 tháng 1 năm 2007, tại Giải thưởng Viện Hàn lâm, Những lá thư từ Iwo Jima nhận bốn đề cử bao gồm Phim hay nhất, Đạo diễn xuất sắc nhất, Kịch bản gốc hay nhất và Biên tập âm thanh xuất sắc nhất, thắng đề cử Biên tập âm thanh xuất sắc nhất.
Bộ phim góp mặt trong nhiều danh sách phim hay nhất năm 2006 của giới phê bình.

#### Tại Nhật Bản
Bộ phim thành công về mặt thương mại ở Nhật Bản hơn là ở Hoa Kỳ, đứng đầu phòng vé trong năm tuần, và nhận được sự đón nhận nồng nhiệt của cả khán giả và giới phê bình Nhật Bản. Các nhà phê bình Nhật Bản lưu ý rằng Clint Eastwood đã khắc họa Kuribayashi như "một chỉ huy chu đáo, uyên bác của đồn trú Iwo Jima, sát cánh cũng những người lính Nhật một cách nhạy cảm và tôn trọng." Tờ báo Nhật Bản Asahi Shimbun khẳng định bộ phim rõ ràng "khác biệt" so với nhiều phim Hollywood khác có xu hướng giao vai người Nhật cho các diễn viên không phải người Nhật (chẳng hạn người Mỹ gốc Hoa nói riêng hay người Mỹ gốc Á nói chung). Ngữ pháp tiếng Nhật không chính xác hay ngữ điệu lạ lẫm dễ gây khó chịu cho khán giả Nhật Bản. Trong khi đó, hầu hết vai người Nhật trong Những bức thư từ Iwo Jima đều do diễn viên người Nhật đảm nhận. Bài báo cũng ca ngợi cách tiếp cận mới mẻ của bộ phim vì phần kịch bản được viết với những nghiên cứu xã hội Nhật Bản đương thời sâu sắc. Theo bài báo, nhiều phim Hollywood trước đây mô tả người Nhật dựa trên những khuôn mẫu cứng nhắc về xã hội Nhật Bản, trông khá "kỳ cục" với chính khán giả bản xứ. Những bức thư từ Iwo Jima đáng chú ý khi cố thoát khỏi những khuôn mẫu đó. Chính nhờ không quá rập khuôn mà bộ phim được giới phê bình và khán giả Nhật Bản đánh giá cao.
Kể từ khi bộ phim thành công ở Nhật Bản, người ta đổ xô du lịch quần đảo Ogasawara mà đảo Iwo Jima là một phần.
Bài đánh giá của Nicholas Barber trên tờ The Independent của Vương quốc Anh, cho rằng Những lá thư từ Iwo Jima là "một bộ phim truyền thống khoác lên mình đồng phục của một bộ phim xét lại", điều này chứng tỏ Hollywood cũng có thể "sướt mướt về lính nước khác như chính lính nước họ", và rằng các nhân vật người Nhật "có khả năng trở thành những người bạn tử tế, chu đáo, miễn là họ từng dành thời gian ở Hoa Kỳ".
Mặc dù được đánh giá tốt, Những lá thư từ Iwo Jima chỉ thu về 13,7 triệu đô la Mỹ tại thị trường nội địa Hoa Kỳ. Đóng góp tổng doanh thu chủ yếu là từ thị trường nước ngoài với 54,9 triệu đô la Mỹ. Nhìn chung, bộ phim khá lãi so với mức chi phí sản xuất 19 triệu đô la Mỹ.

### Giải thưởng và vinh danh
| Giải thưởng                              | Hạng mục                           | Người nhận                                        | Kết quả   |
| ---------------------------------------- | ---------------------------------- | ------------------------------------------------- | --------- |
| Giải thưởng Viện Hàn lâm                 | Phim hay nhất                      | Clint Eastwood, Steven Spielberg và Robert Lorenz | Đề cử     |
| Giải thưởng Viện Hàn lâm                 | Đạo diễn xuất sắc nhất             | Clint Eastwood                                    | Đề cử     |
| Giải thưởng Viện Hàn lâm                 | Kịch bản gốc xuất sắc nhất         | Iris Yamashita và Paul Haggis                     | Đề cử     |
| Giải thưởng Viện Hàn lâm                 | Biên tập âm thanh xuất sắc nhất    | Alan Robert Murray và Bub Asman                   | Đoạt giải |
| Giải Quả cầu vàng                        | Phim nói tiếng nước ngoài hay nhất |                                                   | Đoạt giải |
| Giải Quả cầu vàng                        | Đạo diễn xuất sắc nhất             | Clint Eastwood                                    | Đề cử     |
| Liên hoan phim quốc tế Berlin            | Phim hòa bình                      | Clint Eastwood                                    | Đoạt giải |
| Giải Lựa chọn của giới phê bình điện ảnh | Phim nói tiếng nước ngoài hay nhất |                                                   | Đoạt giải |
| Giải Lựa chọn của giới phê bình điện ảnh | Phim hay nhất                      |                                                   | Đề cử     |
| Giải Lựa chọn của giới phê bình điện ảnh | Đạo diễn xuất sắc nhất             | Clint Eastwood                                    | Đề cử     |
| Hiệp hội phê bình phim Chicago           | Phim nói tiếng nước ngoài hay nhất |                                                   | Đoạt giải |
| Hiệp hội phê bình phim Chicago           | Phim hay nhất                      |                                                   | Đề cử     |
| Hiệp hội phê bình phim Chicago           | Đạo diễn xuất sắc nhất             | Clint Eastwood                                    | Đề cử     |
| Hiệp hội phê bình phim Chicago           | Kịch bản gốc hay nhất              | Iris Yamashita                                    | Đề cử     |
| Hiệp hội phê bình phim Chicago           | Nhạc phim hay nhất                 | Kyle Eastwood và Michael Stevens                  | Đề cử     |
| Hiệp hội phê bình phim Dallas–Fort Worth | Phim nói tiếng nước ngoài hay nhất |                                                   | Đoạt giải |
| Hiệp hội phê bình phim Los Angeles       | Phim hay nhất                      |                                                   | Đoạt giải |
| Ủy ban Quốc gia về Phê bình Điện ảnh     | Phim hay nhất                      |                                                   | Đoạt giải |
| Hiệp hội phê bình phim San Diego         | Phim hay nhất                      |                                                   | Đoạt giải |
| Hiệp hội phê bình phim San Diego         | Đạo diễn xuất sắc nhất             | Clint Eastwood                                    | Đoạt giải |
| Giải Viện Hàn lâm Nhật Bản               | Phim nước ngoài nổi bật nhất       |                                                   | Đoạt giải |

#### Danh sách tốp 10
| - Thứ nhất 1 – A. O. Scott, The New York Times - Thứ nhất – Claudia Puig, USA Today - Thứ nhất – Kenneth Turan, Los Angeles Times (cùng với Ngọn cờ cha ông) - Thứ nhất – Lisa Schwarzbaum, Entertainment Weekly - Thứ nhất – Richard Schickel, TIME - Thứ nhất – Mike McStay, Socius - Thứ hai – Frank Scheck, The Hollywood Reporter - Thứ hai – Kirk Honeycutt, The Hollywood Reporter - Thứ hai – Manohla Dargis, The New York Times - Thứ hai – Michael Wilmington, Chicago Tribune - Thứ hai – Scott Foundas, LA Weekly (cùng với Ngọn cờ cha ông) - Thứ ba – Jack Mathews, New York Daily News (cùng với Ngọn cờ cha ông) - Thứ ba – Lou Lumenick, New York Post (cùng với Ngọn cờ cha ông) - Thứ ba – Nathan Rabin, The A.V. Club - Thứ ba – Peter Travers, Rolling Stone (cùng với Ngọn cờ cha ông) | - Thứ ba – Shawn Levy, The Oregonian (cùng với Ngọn cờ cha ông) - Thứ ba – Richard Roeper, Chicago Sun-Times (cùng với Ngọn cờ cha ông) - Thứ tư – David Ansen, Newsweek - Thứ tư – Marjorie Baumgarten, The Austin Chronicle - Thứ tư – Michael Phillips, Chicago Tribune - Thứ năm – Michael Rechtshaffen, The Hollywood Reporter - Thứ năm – Stephen Holden, The New York Times - Thứ năm – Ty Burr, The Boston Globe - Thứ sáu – Keith Phipps, The A.V. Club - Thứ chín – Rene Rodriguez, The Miami Herald Tốp 10 chung - Carrie Rickey, The Philadelphia Inquirer - Joe Morgenstern, The Wall Street Journal - Peter Rainer, The Christian Science Monitor - Steven Rea, The Philadelphia Inquirer |

#### Vinh danh khác
Bộ phim được Viện phim Mỹ công nhận trong danh sách:
- 2008: Danh sách 10 phim hay nhất thuộc 10 thể loại của Viện phim Mỹ:
  - Đề cử cho thể loại phim hoành tráng[29]

## Phương tiện tại gia
Những lá thư từ Iwo Jima được Warner Home Video phát hành DVD vào ngày 22 tháng 5 năm 2007. Bộ phim cũng được phát hành dưới định dạng HD DVD và Blu-ray. Ngoài ra, Những lá thư từ Iwo Jima còn được cung cấp trên Netflix với tính năng "Xem ngay". Bộ phim được phát hành lại vào năm 2010 như một phần của bộ sưu tập tri ân Clint Eastwood: 35 Phim, 35 Năm tại Warner Bros. Trong một bộ năm đĩa kỷ niệm, hai đĩa sưu tập đặc biệt Những lá thư từ Iwo Jima đi kèm hai đĩa sưu tập đặc biệt Ngọn cờ cha ông và một đĩa thứ năm gồm hai phim tài liệu "Heroes of Iwo Jima" của kênh History và To the Shores of Iwo Jima do Hải quân và Thủy quân lục chiến Hoa Kỳ sản xuất.
Những lá thư từ Iwo Jima phiên bản lồng tiếng Anh phát hành DVD vào ngày 1 tháng 6 năm 2010, từng phát sóng lần đầu trên kênh truyền hình cáp AMC vào ngày 26 tháng 4 năm 2008.

## Liêm kết ngoài
- Letters from Iwo Jima
- Những lá thư từ Iwo Jima trên Internet Movie Database
- Những lá thư từ Iwo Jima tại Rotten Tomatoes
- Những lá thư từ Iwo Jima tại Metacritic
- Video interview with Letters from Iwo Jima special effects artist Vincent Guastini Lưu trữ ngày 6 tháng 8 năm 2016 tại Wayback Machine at Interviewing Hollywood
- Gerow, Aaron (2006). "From Flags of Our Fathers to Letters From Iwo Jima: Clint Eastwood's Balancing of Japanese and American Perspectives". Japan Focus. Truy cập ngày 29 tháng 5 năm 2009.
- Ikui, Eikoh (2007). "Letters from Iwo Jima: Japanese Perspectives". Japan Focus. Truy cập ngày 29 tháng 5 năm 2009.